# روكستار الهند
روكستار الهند التفاعلية (بالإنجليزية: Rockstar Interactive India LLP) (الاسم التجاري: روك ستار الهند)، هي شركة تطوير ألعاب فيديو هندية وفرع استوديو لروكستار جيمز، يقع مقرها في بنغالور. تأسست في عام 2016، ويرأسها دانيال سميث كمدير استوديو وتوظف ما يقرب من 500 شخص. استحوذت الشركة على استديو دروفا التفاعلية ‏ في مايو 2019.

## تاريخ
تم تأسيس روكستار الهند من قبل روكستار جيمز في بنغالور في أغسطس 2016. تعاونت روكستار جيمز سابقًا مع تيكنيكولور إس آي لإيواء وحدة إنتاج مخصصة للفنون والرسوم المتحركة في استوديو تيكنيكولور الهند في عام 2012. كانت روكستار الهند جزءًا من فريق التطوير على ريد ديد ريدمبشن 2، التي تم إصدارها في أكتوبر 2018. في مايو 2019، أعلنت روكستار أنها وافقت على الاستحواذ على أغلبية دروفا التفاعلية، أقدم مطور ألعاب في الهند، من استديوهات ستار بريز. تم دمج فريق دروفا في روكستار الهند. في ذلك الوقت، كان لدى روكستار الهند ما يقارب 500 موظف بقيادة دانيال سميث كمدير الاستوديو. تم إغلاق شراء دروفا في 22 مايو.

## تطوير الألعاب
| عام  | عنوان             | منصة (منصات)                                         | الناشر (الناشرون) | ملاحظات                              |
| ---- | ----------------- | ---------------------------------------------------- | ----------------- | ------------------------------------ |
| 2018 | ريد ديد ريدمبشن 2 | مايكروسوفت ويندوز، بلاي ستيشن 4، ستاديا، إكس بوكس ون | روكستار جيمز      | تم تطويرها كجزء من استديوهات روكستار |